# Qabatiya
Qabatiya (arabisch قباطية, DMG Qabāṭiyya, auch Qabatia oder Qabatiyah) ist eine palästinensische Stadt im nördlichen Westjordanien, die 7 Kilometer südlich von Dschenin liegt. Nach dem Palestinian Central Bureau of Statistics (PCBS) hatte die Stadt bei der Volkszählung im Jahr 2007 eine Bevölkerung von 19.197 Einwohnern.
Die gesamte Landfläche beträgt 50.547 dunam (50,5 km²) und befindet sich etwa 256 m über dem Meeresspiegel. Qabatiya ist berühmt für seine Olivenhaine, die moderne Landwirtschaft und die Kalksteinindustrie.

## Geschichte
In Qabatiya wurden Überreste gefunden aus der Zeit des Altpersischen Reichs, des Hellenismus, dem frühen und späten Römischen Reich, dem Byzantinischen Reich und aus der frühen muslimischen und mittelalterlichen Ära, berichtete ein muslimischer Reisender im 12. Jahrhundert n. Chr.

### Osmanische Ära (1517–1920)
Qabatiya wurde, wie alle Regionen in Palästina, im Jahre 1517 in das osmanische Reich eingegliedert. In den Steuerregistern von 1596 war es Teil der nahiya („Subdistrict“) von Jabal Sami, einem Teil des größeren Sandschak von Nablus. Es hatte eine Bevölkerung von 89 Haushalten und 18 Junggesellen, alle Muslime. Die Bewohner zahlten einen festen Steuersatz von 33,3 % auf landwirtschaftliche Erzeugnisse, einschließlich Weizen, Gerste, Sommerkulturen, Olivenbäume, Ziegen und Bienenstöcke, zusätzlich zu gelegentlichen Einnahmen; Insgesamt 14.920 akçe. Die Hälfte der Einnahmen ging an den Tarabay Bey von Lajjun. Im Jahr 1105 AH (1693 n. Chr.) erwähnte ʿAbd al-Ghanī an-Nābulusī Qabatiya als „ein Dorf auf der Straße von Nablus nach Jenin“.
Im Jahre 1838 befand Edward Robinson Qabatiya als ein sehr großes Dorf, umgeben von sehr umfangreichen und schönen Olivenhainen, Während des Jahres 1850 wurde Qabatiya als „umgeben von Gärten, auf der Seite eines felsigen Hügels, mit Olivenbäumen angebaut und bedeckt“ beschrieben.
Im Jahre 1870 beschrieb Victor Guérin Qabatiya als „Garten mit Feigen-, Oliven- und Granatapfelbäumen gepflanzt und mit Gemüse unterhalb des Dorfes. Es war ein großes Dorf, das in mehrere Bereiche unter der Gerichtsbarkeit vieler verschiedener Scheichs unterteilt wurde“. Er stellte ferner fest, dass „Kubataieh auf einem felsigen Hügel steht, dessen Seiten von zahlreichen Zisternen geprägt sind, von denen einige teilweise aufgefüllt und in schlechtem Zustand sind, andere werden noch von den Leuten benutzt. Die letzteren sind an der Mündung durch große runde Steine in Form eines Mühlsteins – in der Mitte durchbohrt – geschlossen. Diese zweite Öffnung ist selbst durch einen anderen Stein geschlossen, der weggenommen wird, wenn das Wasser gezogen wird. Dieses System von geschlossenen Brunnen und Zisternen durch einen Stein ist ein Relikt aus der Antike.“
Im Jahr 1882 beschrieb das Palestine Exploration Fund’s Survey of Western Palestine Qabatiya als ein „großes Steindorf am Hang, östlich einer kleinen Ebene, die voll von Oliven ist. Es hat einen heiligen Ort im Süden (Scheich Theljy) und einen guten Orangengarten in der Nähe des Dorfes.“

### Britische Ära 1920–1948
In der Volkszählung von Palästina 1922, die von der britischen Mandatsregierung durchgeführt wurde, hatte Qabatiya 1803 Einwohner, davon 1799 Muslime und vier Christen, wobei die Christen alle orthodox waren. Die Zahl der Einwohner erhöhte sich nach der Volkszählung 1931 auf 2447, zwei Christen und die übrigen Muslime, in insgesamt 551 Häusern.
Bis 1945 wuchs die Bevölkerung von Qabatiya, zusammen mit Kh. Tannin, auf 3670 Einwohner, alle Muslime, mit 50.547 dunams Land, nach einer offiziellen Land- und Bevölkerungsumfrage. 9542 dunams wurden für Plantagen und bewässerbares Land verwendet, 21.464 dunams für Getreide, Während 113 Dunams städtisch bebaut waren, wurden 19.428 Dunams als „nicht kultivierbar“ eingestuft.

### Ära 1948–1967
Im Zuge des Palästinakrieges und nach den Waffenstillstandsvereinbarungen [1949] kam Qabatiya unter die Herrschaft Jordaniens.

### Nach 1967
Seit dem Sechs-Tage-Krieg im Jahre 1967 ist Qabatiya unter israelischer Besatzung. Seit 1995 ist Qabatiya unter Verwaltung der Palästinensischen Autonomiebehörde (PA), in dem, was heute als Areas A und B bekannt ist.
In Qabatiya hat es seit 1967 zahlreiche Auseinandersetzungen mit der israelischen Besatzungsmacht mit sehr vielen Toten und Verletzten in der Bevölkerung gegeben. Etwa zehn Palästinenser aus Qabatiya wurden zwischen Oktober 2015 und Juli 2016 getötet, während sie Angriffe gegen Israelis durchführten. Im Juli 2016 traten Zusammenstöße zwischen Palästinensern und israelischen Streitkräften auf, während ein Mann, der beschuldigt wurde, an einem Angriff in Jerusalem beteiligt gewesen zu sein, einen Hausabbruch durch Israel. Das israelische Militär berichtete, dass der militärische Konvoi, der den Abriss durchführte, von Molotowcocktails attackiert und von improvisierten Geschützen befeuert wurde. Palästinensische Beamte berichteten von sechs Palästinensern, die in der Auseinandersetzung verwundet wurden, wobei das israelische Militär drei Palästinenser traf. Israel ruft zum Abriss von Häusern von Angreifern als Abschreckung gegen Gewalt auf, während Menschenrechtsgruppen und Palästinenser es als eine Form von kollektiver Strafe verurteilen.

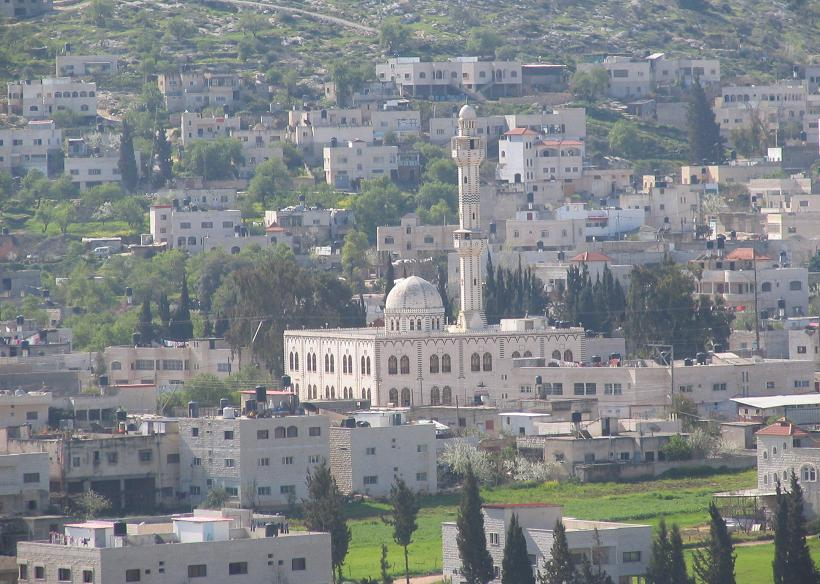
Salah al-Din Moschee
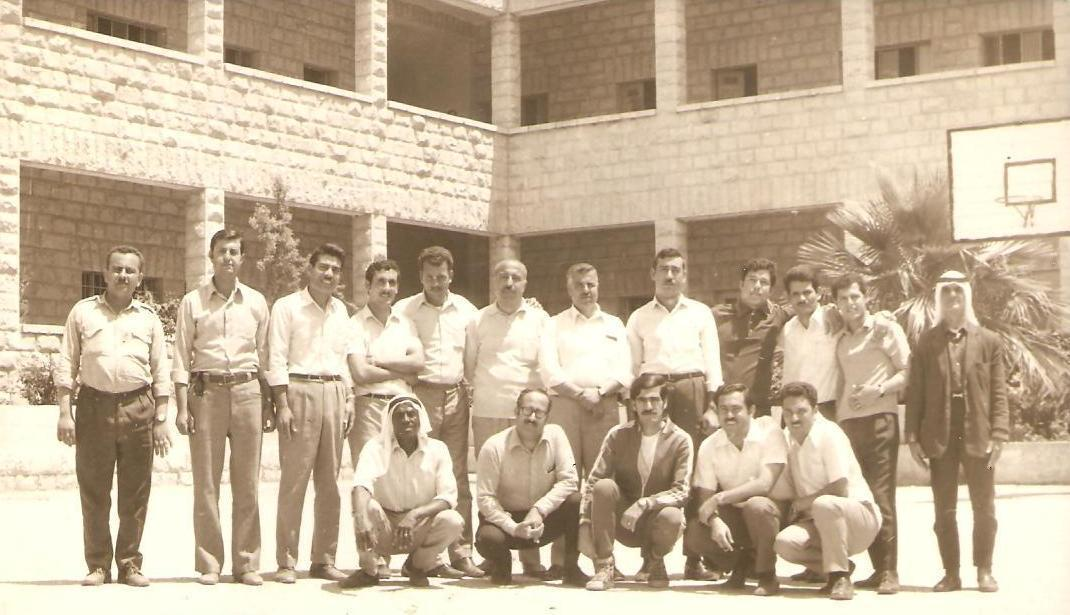
Lehrer am Jungengymnasium, 1980